# Tỉnh của Nepal
Tỉnh của Nepal (tiếng Nepal: नेपालका प्रदेशहरू, đã Latinh hoá: Nepālkā Pradeśharū) được hình thành vào ngày 20 tháng 9 năm 2015 theo Phụ lục 4 của Hiến pháp Nepal. Bảy tỉnh được thành lập bằng cách nhóm các huyện hiện hữu. Hệ thống hiện tại gồm 7 tỉnh đã thay thế hệ thống trước đây, khi đó Nepal được chia thành 14 khu vực hành chính được nhóm thành 5 khu vực phát triển.

## Lịch sử
Một ủy ban được thành lập để tái cấu trúc các đơn vị hành chính của Nepal vào ngày 23 tháng 12 năm 1956 và trong hai tuần, một báo cáo đã được đệ trình lên chính phủ. Theo Báo cáo Tái thiết các Quận của Nepal, 2013 (tiếng Nepal: नेपालको जिल्ला प्रशासन पुनर्गठनको रिपोर्ट, २०१३, đã Latinh hoá: Nepalko Jilla Prashasan Punargathanko Report, 2013), quốc gia đầu tiên được chia thành bảy Kshetras (khu vực).
1. Koshi
2. Madhesh
3. Bagmati
4. Gandaki
5. Lumbini
6. Karnali
7. Sudurpashchim

Năm 1962, tất cả Kshetras bị giải thể và quốc gia được tái cấu trúc thành 75 huyện phát triển; những huyện đó được nhóm lại thành 14 khu vực. Năm 1972, cả 14 khu vực được nhóm lại thành 4 vùng phát triển; sau đó vào năm 1981, chúng được sắp xếp lại thành 5 vùng phát triển sau.
1. Vùng phát triển Đông Nepal
2. Vùng phát triển Trung Nepal
3. Vùng phát triển Tây Nepal
4. Vùng phát triển Trung Tây Nepal
5. Vùng phát triển Viễn Tây Nepal

Các tỉnh của Nepal được thành lập theo Phụ lục 4 của Hiến pháp Nepal. Bảy tỉnh được thành lập bằng cách nhóm các huyện hiện hữu; hai huyện Nawalparasi và Rukum được phân chia giữa hai tỉnh. Mỗi huyện có các đơn vị địa phương. Các cơ quan cấp địa phương ở Nepal bao gồm sáu thành phố, 11 phó thành phố, 276 hội đồng đô thị và 460 hội đồng làng. Hệ thống bảy tỉnh hiện tại đã thay thế một hệ thống trước đó, trong đó Nepal được chia thành 14 khu vực hành chính được nhóm thành năm vùng phát triển.
Vào tháng 1 năm 2016, Chính phủ Nepal công bố trụ sở tạm thời của bảy tỉnh. Theo Điều 295(2), tên gọi của các tỉnh sẽ được xác định bởi hai phần ba phiếu bầu của cơ quan lập pháp tỉnh tương ứng.

### Chính phủ
Theo hiến pháp và pháp luật, quyền hành pháp được trao cho hội đồng bộ trưởng của tỉnh. Quyền hành pháp của tỉnh sẽ được thực thi bởi người đứng đầu tỉnh (thống đốc) trong trường hợp vắng mặt nhánh hành chính của tỉnh khi có tình trạng khẩn cấp hoặc thực thi việc liên bang cai trị. Mỗi tỉnh có một người đứng đầu nghi lễ là đại diện của chính phủ liên bang. Tổng thống bổ nhiệm một thống đốc cho mỗi tỉnh. Thống đốc thực hiện các quyền và nghĩa vụ được quy định trong hiến pháp hoặc pháp luật. Thống đốc bổ nhiệm thủ lĩnh của đảng chiếm đa số trong hội đồng cấp tỉnh làm thủ hiến (chief minister) và hội đồng bộ trưởng được thành lập dưới sự chủ trì của thủ hiến.

### Hội đồng
'Pradesh Sabha là hội đồng lập pháp đơn viện của mỗi một trong số bảy tỉnh liên bang. Nhiệm kỳ của các thành viên của hội đồng cấp tỉnh là 5 năm, trừ khi bị giải tán sớm hơn.
Các ứng cử viên cho mỗi khu vực bầu cử được lựa chọn bởi các đảng chính trị hoặc độc lập. Mỗi khu vực bầu cử bầu một thành viên theo hệ thống bầu cử người đầu tiên trúng cử. Vì Nepal sử dụng hệ thống bỏ phiếu song song, cử tri bỏ một lá phiếu khác để bầu các thành viên thông qua đại diện tỷ lệ theo danh sách đảng. Hiến pháp hiện tại quy định rằng sáu mươi phần trăm thành viên phải được bầu theo hệ thống đầu tiên, và bốn mươi phần trăm thông qua đại diện tỷ lệ danh sách đảng. Phụ nữ cần chiếm ít nhất một phần ba tổng số thành viên được bầu từ mỗi đảng và nếu một phần ba tỷ lệ không được bầu, đảng không đảm bảo điều này sẽ phải đạt một phần ba tổng số là phụ nữ thông qua đại diện tỷ lệ theo danh sách của đảng.
Một đảng chiếm đa số tổng thể (nhiều ghế hơn tất cả các đảng khác cộng lại) sau cuộc bầu cử sẽ thành lập chính phủ. Nếu một đảng không có đa số hoàn toàn, các đảng có thể tìm cách thành lập liên minh.

## Danh sách tỉnh của Nepal
| Tỉnh          | Thủ phủ       | Các huyện | Diện tích   | Dân số (2022) | Mật độ (/km2) | HDI (2019) | GDP đầu người (USD; 2021) | Bản đồ |
| ------------- | ------------- | --------- | ----------- | ------------- | ------------- | ---------- | ------------------------- | ------ |
| Koshi         | Biratnagar    | 14        | 25.905 km2  | 4.972.021     | 192           | 0,597      | 1.298                     |        |
| Madhesh       | Janakpur      | 8         | 9.661 km2   | 6.126.288     | 635           | 0,538      | 882                       |        |
| Bagmati       | Hetauda       | 13        | 20.300 km2  | 6.084.042     | 300           | 0,673      | 2.640                     |        |
| Gandaki       | Pokhara       | 11        | 21.504 km2  | 2.479.745     | 116           | 0,631      | 1.348                     |        |
| Lumbini       | Deukhuri      | 12        | 22.288 km2  | 5.124.225     | 230           | 0,583      | 1.209                     |        |
| Karnali       | Birendranagar | 10        | 27.984 km2  | 1.694.889     | 61            | 0,568      | 1.043                     |        |
| Sudurpashchim | Godawari      | 9         | 19.915 km2  | 2.711.270     | 136           | 0,579      | 1.135                     |        |
| Nepal         | Kathmandu     | 77        | 147.516 km2 | 30.192.480    | 198           | 0,602      | 1.372                     |        |